# Hadromys humei
Hadromys humei är en däggdjursart som först beskrevs av Thomas 1886.  Hadromys humei ingår i släktet Hadromys och familjen råttdjur. IUCN kategoriserar arten globalt som starkt hotad. Inga underarter finns listade i Catalogue of Life.
Vuxna exemplar är 9,8 till 14,0 cm långa (huvud och bål) och har en 12,0 till 13,8 cm lång svans. Bakfötternas längd är 2,3 till 2,8 cm och öronen är 1,5 till 2,2 cm stora. Viktuppgifter saknas. Pälsen på ovansidan har en mörk gråbrun till svartaktig färg med flera ljusa punkter i ljusgrå, gul eller vit. På undersidan förekommer ljusgrå päls. Huvudet kännetecknas av stora avrundade öron. Svansen har är mörkare brun ovansida och en ljusbrun till vit undersida. Håren på svansen är så fina att fjällen syns. Antalet spenar hos honor är fyra par.
Denna gnagare förekommer i nordöstra Indien (delstater Assam och Manipur). Den vistas i låga bergstrakter mellan 900 och 1300 meter över havet. Habitatet utgörs av tropiska städsegröna skogar och av fuktiga lövfällande skogar. Individerna är aktiva på natten och gräver i marken.
Enligt en annan källa hittas Hadromys humei i torra buskskogar och i områden med högt gräs. Födan utgörs av unga växtskott, gräs och blad. Flera exemplar var i september och oktober sexuell aktiv.